# Cystoderma carcharias
Cystoderma carcharias, también conocida comúnmente como cistoderma denticulada, es un hongo basidiomiceto del orden Agaricales. que habita en bosques de coníferas —especialmente en bosques de abetos— de Asia, Australia, Europe y Norteamérica. Es muy rara en bosques de frondosas y no subsiste en suelos calcáreos. El cuerpo fructífero aflora en otoño. Su sabor y olor no son agradables, por lo que no se la considera comestible.

## Descripción
La seta, o cuerpo fructífero, de este hongo presenta un sombrero pequeño, de entre 2 y 6 centímetros de diámetro, campanulado al principio, y convexo mamelonado más tarde, con el borde más irregular conforme la seta madura. Es de color claro amarillento y presenta una textura granulada fina. Las láminas son adnatas —adheridas al pie—, de color blanco, no muy apretadas, con numerosas laminillas de menor tamaño y con el tiempo toman un color blanco amarillento. El pie es del mismo color que el sombrero, tiene una altura de hasta 7 centímetros y unos 8 centímetros de diámetro. Tiene un anillo con forma de embudo blanco por la cara superior y gris por la inferior. Por debajo del anillo la textura del pie es escamosa, siendo lisa desde el anillo hasta donde se une con el sombrero. La esporada es blanca, y su carne es clara, con un olor y sabor desagradables.